# Quercus cornelius-mulleri
Quercus cornelius-mulleri — вид рослин з родини букових (Fagaceae); ендемік Каліфорнії, США й півночі Нижньої Каліфорнії, Мексика. Вид легко відрізнити від інших каліфорнійських чагарникових дубів за сильно двоколірним листям, щільним дрібним запушенням нижньої поверхні листя і великими гострими жолудями в глибоких горбистих чашечках.

## Опис
Це щільний чагарник, що сягає заввишки від одного до трьох метрів, іноді невелике дерево, що досягає максимальної висоти від шести до семи метрів. Дуб вічнозелений або майже вічнозелений, густо розгалужений; гілки численні стрункі. Кора сіра, луската. Гілочки сірі, жовтуваті або коричневі, щільно запушені, рідше майже голі. Листки 1.5–3.5 × 1–2 см, овальні або еліптичні, товсті, шкірясті; верхівка округла, іноді загострена; основа клиноподібна; край цілий або слабо зубчастий; зверху тьмяні, світло-зелені з притиснутими зірчастими волосками; білуваті знизу, густо вкриті численними зірчастими волосками; ніжка листка 2–5 мм завдовжки. Квітки чоловічі дрібні, у сережках 2.5–5.5 см; цвітуть у березні-квітні. Жолудь поодинокий або скупчений, майже сидячий, веретеноподібний, темно-коричневий, 2–3 см; чашечка охоплює 1/4 горіха; дозріває в перший рік.

## Середовище проживання
Ендемік Каліфорнії, США й півночі Нижньої Каліфорнії, Мексика.
Присутній у відкритих чапаралях, соснових і ялівцевих рідколіссях, а також пустельних узліссях, часто на пухких гранітних ґрунтах; росте на висотах 1000–1800 м. Дуже стійкий до посухи та високих температур.

## Загрози й охорона
Q. cornelius-mulleri стикається із загрозами через рекреаційне використання. Ця загроза присутня в основному в Національному парку Джошуа-Трі, де сходження на скелі підриває рослинні спільноти. Цей вид присутній у 8 ботанічних садах та колекціях дендропарків у всьому світі.